# Việt Nam tại Olympic Tin học Châu Á - Thái Bình Dương
Việt Nam tham gia Olympic Tin học châu Á - Thái Bình Dương (APIO) từ năm 2013. Từ đó đến nay (2023) năm nào Việt Nam cũng tham gia đều đặn và đạt thành tích khá cao. Đội Việt Nam đã xếp hạng ba toàn đoàn vào kỳ APIO 2015 ở Indonesia trong số 27 quốc gia tham dự, vượt qua các đội mạnh như Nhật Bản, Thái Lan... Học sinh Việt Nam tham gia kỳ thi này sau khi đã vượt qua kỳ thi chọn học sinh giỏi môn Tin học cấp quốc gia trung học phổ thông
dành cho học sinh giỏi Tin học lớp 10, 11 và 12 (độ tuổi 16-18).

## Các đoàn học sinh Việt Nam tại APIO
Chú thích:  = Huy chương Vàng;  = Huy chương  
Bạc;  = Huy chương Đồng; KK = Khuyến khích (Bằng danh dự)
Chú ý:  Bạn có thể sắp xếp nội dung theo các nhóm khi bấm vào ký hiệu ô vuông nhỏ ở tiêu đề các cột ở bảng dưới đây.
| APIO (năm) | Quốc gia tổ chức | Tên thí sinh           | Học sinh trường                                                                                     | Giải thưởng | Điểm số    | Hạng   | Xếp hạng toàn đoàn theo tổng điểm (vị trí/số nước tham gia (tổng điểm)) |
| ---------- | ---------------- | ---------------------- | --------------------------------------------------------------------------------------------------- | ----------- | ---------- | ------ | ----------------------------------------------------------------------- |
| 2013       | Singapore        | Vũ Đình Quang Đạt      | Trường Trung học phổ thông chuyên Khoa học Tự nhiên, Đại học Quốc gia Hà Nội, Hà Nội (lớp 12)       | HCV         | 140/300    | 10/500 | 4/21                                                                    |
| 2013       | Singapore        | Nguyễn Phan Quang Minh | Trường Trung học phổ thông chuyên Nguyễn Trãi, Hải Dương (lớp 11)                                   | HCB         | 110/300    | 19/500 | 4/21                                                                    |
| 2013       | Singapore        | Nguyễn Đức Nam         | Trường Trung học phổ thông chuyên Hà Nội - Amsterdam, Hà Nội (lớp 12)                               | HCĐ         | 94/300     | 34/500 | 4/21                                                                    |
| 2013       | Singapore        | Thái Đình Phúc         | Trường Trung học phổ thông chuyên Phan Bội Châu, Nghệ An (lớp 12)                                   | HCĐ         | 93/300     | 41/500 | 4/21                                                                    |
| 2013       | Singapore        | Phạm Thái Sơn          | Trường Trung học phổ thông Chuyên Đại học Sư phạm Hà Nội, Hà Nội (lớp 11)                           | HCĐ         | 75/300     | 62/500 | 4/21                                                                    |
| 2014       | Kazakhstan       | Đỗ Xuân Việt           | Trường Trung học phổ thông chuyên Khoa học Tự nhiên, Đại học Quốc gia Hà Nội, Hà Nội (lớp 12)       | HCB         | 175/300    | 23/619 | 7/29                                                                    |
| 2014       | Kazakhstan       | Đỗ Ngọc Khánh          | Trường Trung học phổ thông chuyên Khoa học Tự nhiên, Đại học Quốc gia Hà Nội, Hà Nội (lớp 11)       | HCB         | 173/300    | 26/619 | 7/29                                                                    |
| 2014       | Kazakhstan       | Nguyễn Việt Dũng       | Trường Trung học phổ thông chuyên Khoa học Tự nhiên, Đại học Quốc gia Hà Nội, Hà Nội (lớp 11)       | HCB         | 151/300    | 31/619 | 7/29                                                                    |
| 2014       | Kazakhstan       | Nguyễn Phan Quang Minh | Trường Trung học phổ thông chuyên Nguyễn Trãi, Hải Dương (lớp 12)                                   | HCB         | 147/300    | 34/619 | 7/29                                                                    |
| 2014       | Kazakhstan       | Ngô Hoàng Anh Phúc     | Trường Trung học phổ thông chuyên Khoa học Tự nhiên, Đại học Quốc gia Hà Nội, Hà Nội (lớp 12)       | HCB         | 123/300    | 43/619 | 7/29                                                                    |
| 2014       | Kazakhstan       | Trần Trọng Đạt         | Trường Trung học phổ thông chuyên Hà Nội - Amsterdam, Hà Nội (lớp 12)                               | HCB         | 123/300    | 43/619 | 7/29                                                                    |
| 2015       | Indonesia        | Nguyễn Tiến Trung Kiên | Trường Trung học phổ thông chuyên Khoa học Tự nhiên, Đại học Quốc gia Hà Nội, Hà Nội (lớp 12)       | HCV         | 300/300    | 1/598  | 3/27                                                                    |
| 2015       | Indonesia        | Nguyễn Việt Dũng       | Trường Trung học phổ thông chuyên Khoa học Tự nhiên, Đại học Quốc gia Hà Nội, Hà Nội (lớp 12)       | HCV         | 300/300    | 1/598  | 3/27                                                                    |
| 2015       | Indonesia        | Phan Đức Nhật Minh     | Trường Trung học phổ thông chuyên Khoa học Tự nhiên, Đại học Quốc gia Hà Nội, Hà Nội (lớp 11)       | HCV         | 300/300    | 1/598  | 3/27                                                                    |
| 2015       | Indonesia        | Đỗ Ngọc Khánh          | Trường Trung học phổ thông chuyên Khoa học Tự nhiên, Đại học Quốc gia Hà Nội, Hà Nội (lớp 12)       | HCB         | 263/300    | 19/598 | 3/27                                                                    |
| 2015       | Indonesia        | Phạm Văn Hạnh          | Trường Trung học phổ thông chuyên Khoa học Tự nhiên, Đại học Quốc gia Hà Nội, Hà Nội (lớp 12)       | HCB         | 234/300    | 39/598 | 3/27                                                                    |
| 2015       | Indonesia        | Vũ Phúc Hoàng          | Trường Trung học phổ thông Chuyên Đại học Sư phạm Hà Nội, Hà Nội (lớp 12)                           | HCĐ         | 220/300    | 48/598 | 3/27                                                                    |
| 2016       | Hàn Quốc         | Phan Đức Nhật Minh     | Trường Trung học phổ thông chuyên Khoa học Tự nhiên, Đại học Quốc gia Hà Nội, Hà Nội (lớp 12)       | HCV         | 226/300    | 5/169  | 5/29                                                                    |
| 2016       | Hàn Quốc         | Lê Quang Tuấn          | Trường Trung học phổ thông Chuyên Đại học Sư phạm Hà Nội, Hà Nội (lớp 11)                           | HCB         | 156.38/300 | 35/169 | 5/29                                                                    |
| 2016       | Hàn Quốc         | Trần Tấn Phát          | Trường Phổ thông Năng khiếu, Đại học Quốc gia Thành phố Hồ Chí Minh, Thành phố Hồ Chí Minh (lớp 12) | HCB         | 142.75/300 | 40/169 | 5/29                                                                    |
| 2016       | Hàn Quốc         | Nguyễn Hy Hoài Lâm     | Trường Trung học phổ thông chuyên Quốc Học, Huế (lớp 11)                                            | HCĐ         | 131/300    | 51/169 | 5/29                                                                    |
| 2016       | Hàn Quốc         | Nguyễn Việt Thắng      | Trường Trung học phổ thông chuyên Vĩnh Phúc, Vĩnh Phúc (lớp 12)                                     | HCĐ         | 114.38/300 | 55/169 | 5/29                                                                    |
| 2016       | Hàn Quốc         | Phạm Cao Nguyên        | Trường Trung học phổ thông chuyên Khoa học Tự nhiên, Đại học Quốc gia Hà Nội, Hà Nội (lớp 11)       | HCĐ         | 105.8/300  | 64/169 | 5/29                                                                    |
| 2017       | Úc               | Nguyễn Hy Hoài Lâm     | Trường Trung học phổ thông chuyên Quốc Học, Huế (lớp 12)                                            | HCB         | 130/300    | 32/165 | 7/30                                                                    |
| 2017       | Úc               | Nguyễn Đình Đại        | Trường Trung học phổ thông chuyên Hà Tĩnh, Hà Tĩnh (lớp 12)                                         | HCB         | 127/300    | 35/165 | 7/30                                                                    |
| 2017       | Úc               | Phan Minh Hoàng        | Trường Phổ thông Năng khiếu, Đại học Quốc gia Thành phố Hồ Chí Minh, Thành phố Hồ Chí Minh (lớp 12) | HCB         | 127/300    | 35/169 | 7/30                                                                    |
| 2017       | Úc               | Phạm Cao Nguyên        | Trường Trung học phổ thông chuyên Khoa học Tự nhiên, Đại học Quốc gia Hà Nội, Hà Nội (lớp 12)       | HCB         | 127/300    | 35/169 | 7/30                                                                    |
| 2017       | Úc               | Nguyễn Diệp Xuân Quang | Trường Trung học phổ thông chuyên Lý Tự Trọng, Cần Thơ (lớp 12)                                     | HCB         | 127/300    | 35/169 | 7/30                                                                    |
| 2017       | Úc               | Nguyễn Khánh           | Trường Trung học phổ thông chuyên Khoa học Tự nhiên, Đại học Quốc gia Hà Nội, Hà Nội (lớp 11)       | HCĐ         | 63/300     | 68/169 | 7/30                                                                    |
| 2018       | Liên bang Nga    | Phạm Đức Thắng         | Trường Trung học phổ thông chuyên Khoa học Tự nhiên, Đại học Quốc gia Hà Nội, Hà Nội (lớp 12)       | HCV         | 165/300    | 12/187 | 3/31                                                                    |
| 2018       | Liên bang Nga    | Hoàng Xuân Nhật        | Trường Phổ thông Năng khiếu, Đại học Quốc gia Thành phố Hồ Chí Minh, Thành phố Hồ Chí Minh (lớp 12) | HCB         | 101/300    | 31/187 | 3/31                                                                    |
| 2018       | Liên bang Nga    | Nguyễn Khánh           | Trường Trung học phổ thông chuyên Khoa học Tự nhiên, Đại học Quốc gia Hà Nội, Hà Nội (lớp 12)       | HCB         | 93/300     | 41/187 | 3/31                                                                    |
| 2018       | Liên bang Nga    | Nguyễn Minh Tùng       | Trường Trung học phổ thông chuyên Khoa học Tự nhiên, Đại học Quốc gia Hà Nội, Hà Nội (lớp 11)       | HCB         | 83/300     | 45/187 | 3/31                                                                    |
| 2018       | Liên bang Nga    | Trịnh Hữu Gia Phúc     | Trường Trung học phổ thông chuyên Lam Sơn, Thanh Hóa (lớp 11)                                       | HCB         | 83/300     | 45/187 | 3/31                                                                    |
| 2018       | Liên bang Nga    | Nguyễn Hoàng Hải Minh  | Trường Trung học phổ thông chuyên Khoa học Tự nhiên, Đại học Quốc gia Hà Nội, Hà Nội (lớp 12)       | HCĐ         | 78/300     | 49/187 | 3/31                                                                    |
| 2018       | Liên bang Nga    | Dương Quốc Hưng        | Trường Trung học phổ thông chuyên Thăng Long, Lâm Đồng (lớp 12)                                     | HCĐ         | 78/300     | 49/187 | 3/31                                                                    |
| 2019       | Liên bang Nga    | Bùi Hồng Đức           | Trường Trung học phổ thông chuyên Khoa học Tự nhiên, Đại học Quốc gia Hà Nội, Hà Nội (lớp 11)       | HCB         | 243/300    | 22/201 | 8/31                                                                    |
| 2019       | Liên bang Nga    | Nguyễn Minh Tùng       | Trường Trung học phổ thông chuyên Khoa học Tự nhiên, Đại học Quốc gia Hà Nội, Hà Nội (lớp 12)       | HCB         | 233/300    | 28/201 | 8/31                                                                    |
| 2019       | Liên bang Nga    | Vũ Hoàng Kiên          | Trường Trung học phổ thông chuyên Khoa học Tự nhiên, Đại học Quốc gia Hà Nội, Hà Nội (lớp 11)       | HCB         | 203/300    | 36/201 | 8/31                                                                    |
| 2019       | Liên bang Nga    | Thái Xuân Đăng         | Trường Trung học phổ thông chuyên Lê Quý Đôn, Quảng Trị (lớp 12)                                    | HCB         | 203/300    | 36/201 | 8/31                                                                    |
| 2019       | Liên bang Nga    | Hoàng Phan Hữu Đức     | Trường Trung học phổ thông chuyên Phan Bội Châu, Nghệ An (lớp 11)                                   | HCB         | 203/300    | 36/201 | 8/31                                                                    |
| 2019       | Liên bang Nga    | Nguyễn Minh Quân       | Trường Trung học phổ thông chuyên Hưng Yên, Hưng Yên (lớp 12)                                       | HCB         | 203/300    | 36/201 | 8/31                                                                    |
| 2019       | Liên bang Nga    | Trần Quốc Việt         | Trường Trung học phổ thông chuyên Lê Hồng Phong, Nam Định (lớp 12)                                  | HCB         | 203/300    | 36/201 | 8/31                                                                    |
| 2020       | Indonesia        | Bùi Hồng Đức           | Trường Trung học phổ thông chuyên Khoa học Tự nhiên, Đại học Quốc gia Hà Nội, Hà Nội (lớp 12)       | HCV         | 300/300    |        | 6/36                                                                    |
| 2020       | Indonesia        | Vũ Hoàng Kiên          | Trường Trung học phổ thông chuyên Khoa học Tự nhiên, Đại học Quốc gia Hà Nội, Hà Nội (lớp 12)       | HCB         | 247/300    |        | 6/36                                                                    |
| 2020       | Indonesia        | Lê Quang Huy           | Trường Trung học phổ thông chuyên Khoa học Tự nhiên, Đại học Quốc gia Hà Nội, Hà Nội (lớp 11)       | HCB         | 247/300    |        | 6/36                                                                    |
| 2020       | Indonesia        | Trần Quang Thành       | Trường Trung học phổ thông Chuyên Đại học Sư phạm Hà Nội, Hà Nội (lớp 12)                           | HCB         | 210/300    |        | 6/36                                                                    |
| 2020       | Indonesia        | Nguyễn Đình Phúc       | Trường Trung học phổ thông chuyên Khoa học Tự nhiên, Đại học Quốc gia Hà Nội, Hà Nội (lớp 11)       | HCB         | 200/300    |        | 6/36                                                                    |
| 2020       | Indonesia        | Đào Quang Thái Dương   | Trường Trung học phổ thông chuyên Trần Phú, Hải Phòng (lớp 12)                                      | HCĐ         | 177/300    |        | 6/36                                                                    |
| 2021       | Indonesia        | Lê Quang Huy           | Trường Trung học phổ thông chuyên Khoa học Tự nhiên, Đại học Quốc gia Hà Nội, Hà Nội (lớp 12)       | HCV         | 220/300    | 8/228  | 4/35                                                                    |
| 2021       | Indonesia        | Trương Văn Quốc Bảo    | Trường Trung học phổ thông chuyên Phan Bội Châu, Nghệ An (lớp 11)                                   | HCV         | 211/300    | 12/228 | 4/35                                                                    |
| 2021       | Indonesia        | Hồ Ngọc Vĩnh Phát      | Trường Trung học phổ thông chuyên Quốc Học, Huế (lớp 12)                                            | HCB         | 172/300    | 35/228 | 4/35                                                                    |
| 2021       | Indonesia        | Nguyễn Vũ Đăng Huy     | Trường Phổ thông Năng khiếu, Đại học Quốc gia Thành phố Hồ Chí Minh, Thành phố Hồ Chí Minh (lớp 12) | HCĐ         | 126/300    | 64/228 | 4/35                                                                    |
| 2021       | Indonesia        | Đào Duy Anh            | Trường Trung học phổ thông chuyên Nguyễn Trãi, Hải Dương (lớp 12)                                   | HCĐ         | 112/300    | 84/228 | 4/35                                                                    |
| 2021       | Indonesia        | Trần Xuân Bách         | Trường Trung học phổ thông chuyên Khoa học Tự nhiên, Đại học Quốc gia Hà Nội, Hà Nội (lớp 10)       | HCĐ         | 109/300    | 87/228 | 4/35                                                                    |
| 2022       | Ai Cập           | Trương Văn Quốc Bảo    | Trường Trung học phổ thông chuyên Phan Bội Châu, Nghệ An (lớp 12)                                   | HCV         | 236/300    | 8/888  |                                                                         |
| 2022       | Ai Cập           | Dương Minh Khôi        | Trường Trung học phổ thông chuyên Khoa học Tự nhiên, Đại học Quốc gia Hà Nội, Hà Nội (lớp 12)       | HCV         | 214/300    | 12/888 |                                                                         |
| 2022       | Ai Cập           | Trần Xuân Bách         | Trường Trung học phổ thông chuyên Khoa học Tự nhiên, Đại học Quốc gia Hà Nội, Hà Nội (lớp 11)       | HCV         | 207.7/300  | 17/888 |                                                                         |
| 2022       | Ai Cập           | Lê Hữu Nghĩa           | Trường Trung học phổ thông chuyên Bình Long, Bình Phước (lớp 12)                                    | HCB         | 205.36/300 | 18/888 |                                                                         |
| 2022       | Ai Cập           | Nguyễn Nhật Minh       | Trường Trung học phổ thông chuyên Khoa học Tự nhiên, Đại học Quốc gia Hà Nội, Hà Nội (lớp 12)       | HCB         | 205.36/300 | 18/888 |                                                                         |
| 2022       | Ai Cập           | Trần Khôi Nguyên       | Trường Trung học phổ thông Chuyên Đại học Sư phạm Hà Nội, Hà Nội (lớp 12)                           | HCB         | 187.36/300 | 33/888 |                                                                         |
| 2022       | Ai Cập           | Vũ Huy Hoàng           | Trường Trung học phổ thông chuyên Hạ Long, Quảng Ninh (lớp 12)                                      | HCB         | 187.36/300 | 33/888 |                                                                         |
| 2023       | Trung Quốc       | Nguyễn Đức Thắng       | Trường THPT chuyên Hùng Vương, Phú Thọ (lớp 11)                                                     | HCB         |            |        |                                                                         |
| 2023       | Trung Quốc       | Nguyễn Ngọc Đăng Khoa  | Trường Trung học phổ thông chuyên Khoa học Tự nhiên, Đại học Quốc gia Hà Nội, Hà Nội (lớp 12)       | HCB         |            |        |                                                                         |
| 2023       | Trung Quốc       | Phạm Công Minh         | Trường Trung học phổ thông chuyên Khoa học Tự nhiên, Đại học Quốc gia Hà Nội, Hà Nội (lớp 11)       | HCB         |            |        |                                                                         |
| 2023       | Trung Quốc       | Trần Xuân Bách         | Trường Trung học phổ thông chuyên Khoa học Tự nhiên, Đại học Quốc gia Hà Nội, Hà Nội (lớp 12)       | HCB         |            |        |                                                                         |
| 2023       | Trung Quốc       | Lê Ngọc Bảo Anh        | Trường THPT chuyên Lê Quý Đôn, Đà Nẵng (lớp 12)                                                     | HCĐ         |            |        |                                                                         |
| 2023       | Trung Quốc       | Trần Vinh Khánh        | Trường Trung học phổ thông thị xã Quảng Trị, Quảng Trị (lớp 12)                                     | HCĐ         |            |        |                                                                         |
| 2024       | Trung Quốc       | Phạm Công Minh         | Trường Trung học phổ thông chuyên Khoa học Tự nhiên, Đại học Quốc gia Hà Nội, Hà Nội (lớp 12)       | HCV         |            |        |                                                                         |
| 2024       | Trung Quốc       | Trần Gia Huy           | Trường Trung học phổ thông chuyên Khoa học Tự nhiên, Đại học Quốc gia Hà Nội, Hà Nội (lớp 12)       | HCB         |            |        |                                                                         |
| 2024       | Trung Quốc       | Nguyễn Tuấn Linh       | Trường Trung học phổ thông chuyên Khoa học Tự nhiên, Đại học Quốc gia Hà Nội, Hà Nội (lớp 12)       | HCB         |            |        |                                                                         |
| 2024       | Trung Quốc       | Nguyễn Tùng Lâm        | Trường Trung học phổ thông chuyên Trần Phú, Hải Phòng (lớp 12)                                      | HCB         |            |        |                                                                         |
| 2024       | Trung Quốc       | Phạm Ngọc Trung        | Trường Trung học phổ thông chuyên Khoa học Tự nhiên, Đại học Quốc gia Hà Nội, Hà Nội (lớp 12)       | HCB         |            |        |                                                                         |
| 2024       | Trung Quốc       | Nguyễn Hữu Tuấn        | Trường Trung học phổ thông chuyên Khoa học Tự nhiên, Đại học Quốc gia Hà Nội, Hà Nội (lớp 10)       | HCB         |            |        |                                                                         |
| 2024       | Trung Quốc       | Hoàng Xuân Bách        | Trường Trung học phổ thông chuyên Khoa học Tự nhiên, Đại học Quốc gia Hà Nội, Hà Nội (lớp 11)       | HCB         |            |        |                                                                         |
| 2025       | Uzbekistan       | Nguyễn Bùi Đức Dũng    | Trường Trung học phổ thông chuyên Khoa học Tự nhiên, Đại học Quốc gia Hà Nội, Hà Nội (lớp 11)       | HCV         | 236/300    | 10     | 5/35                                                                    |
| 2025       | Uzbekistan       | Lê Kiến Thành          | Trường Trung học phổ thông chuyên Lê Quý Đôn, Bình Định (lớp 12)                                    | HCB         | 195.5/300  | 28     | 5/35                                                                    |
| 2025       | Uzbekistan       | Đặng Huy Hậu           | Trường Trung học phổ thông chuyên Thăng Long, Lâm Đồng (lớp 10)                                     | HCB         | 190.1/300  | 31     | 5/35                                                                    |
| 2025       | Uzbekistan       | Ninh Quang Thắng       | Trường Trung học phổ thông chuyên Hạ Long, Quảng Ninh (lớp 12)                                      | HCĐ         | 145/300    | 64     | 5/35                                                                    |
| 2025       | Uzbekistan       | Nguyễn Huy Phong       | Trường Trung học phổ thông chuyên Lào Cai, Lào Cai (lớp 12)                                         | HCĐ         | 137.1/300  | 77     | 5/35                                                                    |
| 2025       | Uzbekistan       | Nguyễn Xuân Chí Thanh  | Trường Trung học phổ thông chuyên Khoa học Tự nhiên, Đại học Quốc gia Hà Nội, Hà Nội (lớp 11)       | HCĐ         | 119.2/300  | 92     | 5/35                                                                    |

## Tiêu biểu
| Tên học sinh           | Số HC            | Số HC            | Số HC            |
| Tên học sinh           | 1[liên kết hỏng] | 2[liên kết hỏng] | 3[liên kết hỏng] |
| ---------------------- | ---------------- | ---------------- | ---------------- |
| Trần Xuân Bách         | 1                | 1                | 1                |
| Trương Văn Quốc Bảo    | 2                |                  |                  |
| Phan Đức Nhật Minh     | 2                |                  |                  |
| Nguyễn Việt Dũng       | 1                | 1                |                  |
| Bùi Hồng Đức           | 1                | 1                |                  |
| Lê Quang Huy           | 1                | 1                |                  |
| Phạm Công Minh         | 1                | 1                |                  |
| Vũ Đình Quang Đạt      | 1                |                  |                  |
| Nguyễn Tiến Trung Kiên | 1                |                  |                  |
| Phạm Đức Thắng         | 1                |                  |                  |
| Dương Minh Khôi        | 1                |                  |                  |
| Nguyễn Bùi Đức Dũng    | 1                |                  |                  |
| Nguyễn Phan Quang Minh |                  | 2                |                  |
| Đỗ Ngọc Khánh          |                  | 2                |                  |
| Nguyễn Minh Tùng       |                  | 2                |                  |
| Vũ Hoàng Kiên          |                  | 2                |                  |
| Nguyễn Hy Hoài Lâm     |                  | 1                | 1                |
| Phạm Cao Nguyên        |                  | 1                | 1                |
| Nguyễn Khánh           |                  | 1                | 1                |
| Đỗ Xuân Việt           |                  | 1                |                  |
| Ngô Hoàng Anh Phúc     |                  | 1                |                  |
| Trần Trọng Đạt         |                  | 1                |                  |
| Phạm Văn Hạnh          |                  | 1                |                  |
| Lê Quang Tuấn          |                  | 1                |                  |
| Trần Tấn Phát          |                  | 1                |                  |
| Nguyễn Đình Đại        |                  | 1                |                  |
| Phan Minh Hoàng        |                  | 1                |                  |
| Nguyễn Diệp Xuân Quang |                  | 1                |                  |
| Hoàng Xuân Nhật        |                  | 1                |                  |
| Trịnh Hữu Gia Phúc     |                  | 1                |                  |
| Thái Xuân Đăng         |                  | 1                |                  |
| Hoàng Phan Hữu Đức     |                  | 1                |                  |
| Nguyễn Minh Quân       |                  | 1                |                  |
| Trần Quốc Việt         |                  | 1                |                  |
| Trần Quang Thành       |                  | 1                |                  |
| Nguyễn Đình Phúc       |                  | 1                |                  |
| Hồ Ngọc Vĩnh Phát      |                  | 1                |                  |
| Lê Hữu Nghĩa           |                  | 1                |                  |
| Nguyễn Nhật Minh       |                  | 1                |                  |
| Trần Khôi Nguyên       |                  | 1                |                  |
| Vũ Huy Hoàng           |                  | 1                |                  |
| Nguyễn Đức Thắng       |                  | 1                |                  |
| Nguyễn Ngọc Đăng Khoa  |                  | 1                |                  |
| Trần Gia Huy           |                  | 1                |                  |
| Nguyễn Tuấn Linh       |                  | 1                |                  |
| Nguyễn Tùng Lâm        |                  | 1                |                  |
| Phạm Ngọc Trung        |                  | 1                |                  |
| Nguyễn Hữu Tuấn        |                  | 1                |                  |
| Hoàng Xuân Bách        |                  | 1                |                  |
| Lê Kiến Thành          |                  | 1                |                  |
| Đặng Huy Hậu           |                  | 1                |                  |
| Nguyễn Đức Nam         |                  |                  | 1                |
| Thái Đình Phúc         |                  |                  | 1                |
| Phạm Thái Sơn          |                  |                  | 1                |
| Vũ Phúc Hoàng          |                  |                  | 1                |
| Nguyễn Việt Thắng      |                  |                  | 1                |
| Nguyễn Hoàng Hải Minh  |                  |                  | 1                |
| Dương Quốc Hưng        |                  |                  | 1                |
| Đào Quang Thái Dương   |                  |                  | 1                |
| Nguyễn Vũ Đăng Huy     |                  |                  | 1                |
| Đào Duy Anh            |                  |                  | 1                |
| Lê Ngọc Bảo Anh        |                  |                  | 1                |
| Trần Vinh Khánh        |                  |                  | 1                |
| Ninh Quang Thắng       |                  |                  | 1                |
| Nguyễn Huy Phong       |                  |                  | 1                |
| Nguyễn Xuân Chí Thanh  |                  |                  | 1                |
| Tổng số                | 14               | 48               | 19               |

| Tên trường                                                                                 | Số huy chương    | Số huy chương    | Số huy chương    | Số huy chương |
| ------------------------------------------------------------------------------------------ | ---------------- | ---------------- | ---------------- | ------------- |
| Tên trường                                                                                 | 1[liên kết hỏng] | 2[liên kết hỏng] | 3[liên kết hỏng] | Tổng số       |
| Trường Trung học phổ thông chuyên Khoa học Tự nhiên, Đại học Quốc gia Hà Nội, Hà Nội       | 12               | 24               | 5                | 41            |
| Trường Trung học phổ thông chuyên Phan Bội Châu, Nghệ An                                   | 2                | 1                | 1                | 4             |
| Trường Trung học phổ thông Chuyên Đại học Sư phạm Hà Nội, Hà Nội                           | 0                | 3                | 2                | 5             |
| Trường Phổ thông Năng khiếu, Đại học Quốc gia Thành phố Hồ Chí Minh, Thành phố Hồ Chí Minh | 0                | 3                | 1                | 4             |
| Trường Trung học phổ thông chuyên Nguyễn Trãi, Hải Dương                                   | 0                | 2                | 1                | 3             |
| Trường Trung học phổ thông chuyên Quốc Học, Huế                                            | 0                | 2                | 1                | 3             |
| Trường Trung học phổ thông chuyên Hà Nội - Amsterdam, Hà Nội                               | 0                | 1                | 1                | 2             |
| Trường Trung học phổ thông chuyên Thăng Long, Lâm Đồng                                     | 0                | 1                | 1                | 2             |
| Trường Trung học phổ thông chuyên Hạ Long, Quảng Ninh                                      | 0                | 1                | 1                | 2             |
| Trường Trung học phổ thông chuyên Trần Phú, Hải Phòng                                      | 0                | 1                | 1                | 2             |
| Trường Trung học phổ thông chuyên Hà Tĩnh, Hà Tĩnh                                         | 0                | 1                | 0                | 1             |
| Trường Trung học phổ thông chuyên Lam Sơn, Thanh Hóa                                       | 0                | 1                | 0                | 1             |
| Trường Trung học phổ thông chuyên Lý Tự Trọng, Cần Thơ                                     | 0                | 1                | 0                | 1             |
| Trường Trung học phổ thông chuyên Lê Quý Đôn, Quảng Trị                                    | 0                | 1                | 0                | 1             |
| Trường Trung học phổ thông chuyên Hưng Yên, Hưng Yên                                       | 0                | 1                | 0                | 1             |
| Trường Trung học phổ thông chuyên Lê Hồng Phong, Nam Định                                  | 0                | 1                | 0                | 1             |
| Trường Trung học phổ thông chuyên Bình Long, Bình Phước                                    | 0                | 1                | 0                | 1             |
| Trường THPT chuyên Hùng Vương, Phú Thọ                                                     | 0                | 1                | 0                | 1             |
| Trường Trung học phổ thông chuyên Lê Quý Đôn, Bình Định                                    | 0                | 1                | 0                | 1             |
| Trường Trung học phổ thông chuyên Vĩnh Phúc, Vĩnh Phúc                                     | 0                | 0                | 1                | 1             |
| Trường THPT chuyên Lê Quý Đôn, Đà Nẵng                                                     | 0                | 0                | 1                | 1             |
| Trường Trung học phổ thông thị xã Quảng Trị, Quảng Trị                                     | 0                | 0                | 1                | 1             |
| Trường Trung học phổ thông chuyên Lào Cai, Lào Cai                                         | 0                | 0                | 1                | 1             |